# Cyathea myriotricha
Cyathea myriotricha là một loài dương xỉ trong họ Cyatheaceae. Loài này được R.C.Moran & J.Prado mô tả khoa học đầu tiên năm 2008.
Danh pháp khoa học của loài này chưa được làm sáng tỏ. 